# 皮德希爾齊 (佐洛奇夫區)
49°56′8″N 24°59′5″E / 49.93556°N 24.98472°E
皮德希爾齊（烏克蘭語：Підгірці）是烏克蘭西部利維夫州佐洛奇夫區的村莊，始建於400年，面積2.39平方公里，海拔高度383米，2001年人口1,076，人口密度每平方公里449.46人。